# Lindowská žena
Lindowská žena je název, který byl dán dílčímu pozůstatku ženského těla nalezenému v rašeliništích Lindowského močálu nedaleko města Wilmslow (jižně od Manchesteru) v hrabství Cheshire v Anglii. Tyto přírodně mumifikované ostatky byly nalezeny 13. května 1983. A rok na to bylo objeveno také tělo tzv. Lindowského muže.
V případě Lindowské ženy šlo o zachovalou lidskou hlavu s připojenými zbytky měkkých tkání, mozkem, očima, zrakovými nervy a vlasy. S objevem tzv. Lindowské ženy je spojena kuriózní okolnost nalezení a identifikace. Policie se nejprve domnívala, že jde o trestný čin a bylo zahájeno vyšetřování vraždy. Více než 20 let před objevem ostatků byl totiž místní obyvatel, Peter Reyn-Bardt, podezřelý z vraždy a likvidace těla své manželky, Maliky de Fernandez. Tento nález byl zprvu považován za ostatky zmíněné ženy a Reyn-Bardt se k vraždě ženy přiznal. Avšak záhy přišla Výzkumná laboratoř Oxfordské univerzity s informací, že stáří tohoto fragmentu lebky je odhadováno na přibližně 2 tis. let (1660-1820) let. Poté, co byla tato zpráva zveřejněna, snažil se Reyn-Bardt o zrušení doznání k vraždě, ale neúspěšně. Byl odsouzen za vraždu své ženy, a to i přes to, že její tělo nebylo nikdy nalezeno.
V současné době jsou po nesprávném zacházení policie s pozůstatky zachovány pouze kostěné části lebky. Podle antropologů jde pravděpodobně o pozůstatky 30-50leté ženy. Po nedávných studiích ovšem vznikly pochybnosti dokonce o možném předchozím špatném určení pohlaví.